# Reforma Social Española
Reforma Social Española (RSE) fue un partido político español fundado el 1976 por Manuel Cantarero del Castillo, antiguo dirigente franquista que en 1960 fundó con disidentes falangistas la agrupación de Antiguos Miembros del Frente de Juventudes. Se presentó a las elecciones generales españolas de 1977, donde obtuvo 64 241 votos (0,35 % de los votos), mientras que en algunas provincias sectores del partido se presentaron dentro de la Alianza Socialista Democrática.
En octubre de 1977 algunos de sus miembros se pasaron al PSOE, mientras que su presidente, Manuel Cantarero, el 1978, se integró en Acción Ciudadana Liberal de José María de Areilza, que en las elecciones generales españolas de 1979 formó parte de la Coalición Democrática.